# اصلان اصلانیان
اصلان اصلانیان (زادهٔ ۱۳۲۴ در قم – درگذشتهٔ ۲۶ آبان ۱۳۹۷ در ملارد) شاعر و نویسندهٔ اهل ایران بود. شعر تصنیف «شب‌نورد» (برادر بی‌قراره) با صدای محمدرضا شجریان از آثار او است.

## زندگی‌نامه
ابوالحسن اصلانیان معروف به اصلان اصلانیان، سال ۱۳۲۴ در شهر قم متولد شد. در کودکی، با درگذشت پدرش از شهر قم به تهران رفت و تا کلاس چهارم ابتدایی در مدرسهٔ شبانه تحصیل کرد. پس از آن در کارخانهٔ کبریت‌سازی در جنوب تهران مشغول به کار شد و درس را رها کرد. او در ابتدای جوانی به فعالیت‌های سیاسی علیه حکومت محمدرضا پهلوی روی آورد و به سازمان چریک‌های فدایی خلق ایران پیوست. وی از دوستان نزدیک امیرپرویز پویان از بنیان‌گذاران سازمان چریک‌های فدایی خلق ایران و سعید سلطان‌پور شاعر، نمایش‌نامه‌نویس و فعال سیاسی چپ‌گرا بود. او به دلیل فعالیت‌های سیاسی، مدتی به زندان افتاد. پس از آن‌که امیرپرویز پویان در محاصرهٔ ساواک دست به خودکشی زد، اصلان اصلانیان به یاد او شعری با عنوان «شب‌نورد» سرود و آن را در پنجمین شب از شب‌های شعر گوته خواند، که به سرشناس‌ترین اثر او نیز تبدیل شد. پس از آن در بحبوحهٔ انقلاب ۱۳۵۷ ایران، محمدرضا لطفی بر روی این شعر آهنگسازی کرد و توسط محمدرضا شجریان اجرا و در مجموعهٔ چاووش ۲ منتشر شد. این تصنیف با نام‌هایی نظیر: «تفنگم را بده»، «چهرهٔ میهن سیاهه» و «برادر بی‌قراره» نیز شناخته می‌شود.
او از اعضای باسابقهٔ کانون نویسندگان ایران بود و تا پیش از انقلاب ۱۳۵۷ در زمینهٔ ادبیات و سیاست فعال بود، اما پس از آن گوشه‌گیر شد، با این حال همچنان به نوشتن ادامه داد. در سال ۱۳۹۴ فیلم مستندی با نام «گمشده در زمان» دربارهٔ اصلانیان، توسط زهرا حموله و سمیرا سرآبادانی ساخته شد.

## آثار
از جمله آثار «اصلان اصلانیان» به موارد زیر می‌توان اشاره نمود:
- مجموعهٔ شعر «شباهنگ» (۱۳۵۰)[۸]
- مجموعهٔ شعر «خورشیدهای شبانه» (۱۳۵۷)[۶]
- آثاری در زمینهٔ ادبیات کودکان و نوجوانان[۹]
- مجموعهٔ «رباعیات» (منتشر نشده)[۶]

## درگذشت
اصلان اصلانیان ۲۶ آبان ۱۳۹۷ در تنهایی و در سکوت خبری در ملارد کرج درگذشت. پیکر او ۲۹ آبان ۱۳۹۷ در قطعهٔ ۴۴ گلزار امام‌زاده ابراهیم ملارد به خاک سپرده شد. در مراسم بزرگداشتش که با دخالت نیروهای وزارت اطلاعات همراه بود، تصنیف «شب نورد» توسط حاضران به صورت دسته‌جمعی خوانده شد.